# Abdulah Sidran
Abdulah Sidran (Sarajevo, 2. listopada 1944. – Sarajevo, 23. ožujka 2024.) bio je bosanskohercegovački književnik i novinar bošnjačkog podrijetla. Bio je član ANUBiH, te jedan od najznačajnijih filmskih scenarista u nekadašnjoj jugoslavenskoj kinematografiji. Bio je ljubitelj šaha i majstorski kandidat.

## Životopis
Abdulah Sidran je rođen u Sarajevu 1944. godine. Osnovnu školu, gimnaziju i Filozofski fakultet završio je u rodnom gradu. Apsolvirao je na katedri za povijest jugoslavenskih književnosti. Bio je urednik studentskog lista Naši dani. Na Televiziji Sarajevo bio je zaposlen kao dramaturg. Sredinom sedamdesetih godina objavljuje pjesme i prozu, u generaciji mladih književnika koju često nazivaju "šezdesetosmaškom". Za svoje pjesničke knjige nagrađivan je književnim i društvenim priznanjima. Zbirku poezije Sarajevski tabut objavljuje tijekom rata u Bosni i Hercegovini koja dobiva priznanje "Nagrada slobode" francuskog PEN centra. Izbor poezije preveden na talijanski jezik osvojio je nagradu "Premio letterario 1996 della Fondazione Laboratorio Mediterraneo". Neka njegove poznate pjesme su: "Bivši drugari", "Bosna", "Djevojčica iz Ulice Prkosa", "Hoće li išta o meni znati", "Mora", "Planeta Sarajevo", "Sarajevske priče" i "Zašto tone Venecija".
Osim kao pjesnik, Sidran je jako poznat po filmovima za koje je pisao scenarije. Jedan je od najznačajnijih filmskih scenarista u nekadašnjem jugoslavenskoj kinematografiji ("Sjećaš li se Dolly Bell", "Otac na službenom putu", reditelja Emira Kusturice, "Kuduz" Ademira Kenovića) Kao filmski autor, dobitnik je brojnih nagrada i priznanja.
Živio je i radio u Sarajevu i Goraždu.

## Djela

### Poezija
- Šahbaza (Sarajevo, 1970.)
- Kost i meso (Sarajevo, 1976.)
- Bolest od duše (Nikšić, 1988.)
- Sarajevska zbirka (Sarajevo, 1991.)
- Sarajevski tabut (Sarajevo, 1994.)
- Dvije grafike, dvije pjesme, poetsko – likovna mapa, (s Safetom Zecom) (Udine, 1994.)
- Planeta Sarajevo (Stockholm, 1995.)
- Zašto tone Venecija (Sarajevo, 1996.)
- Sarajevska zbirka i druge pjesme (Sarajevo, 1997.)
- Pjesme (Tuzla, 2004.)
- Morija (Sarajevo, 2006.)
- Pjesme poslije rata (Sarajevo, 2006.)
- Izabrane pjesme (Beograd, 2007.)
- Dobročinitelj (s Mersadom Berberom) (Sarajevo, 2008.)
- Suze majki Srebrenice: 11. juli 2007. (Sarajevo, 2009.)

### Romani i publicistika
- Potukač (Zagreb, 1971.)
- Sjećaš li se Dolly Bell (Sarajevo, 1982.)
- Publicistika (Tuzla, 2004.)
- Otkup sirove kože (Beograd, 2011.)
- Oranje mora (Sarajevo, 2015.)
- A Nurija veli (Sarajevo, 2022.)

### Drame, putopisi
- Otac na službenom putu (Sarajevo, 1983.)
- Zdravo Bosno, stižem iz Sarajeva (Tuzla, 1996.)
- U Zvorniku ja sam ostavio svoje srce (Tuzla, 2002.)
- Drama,  putopisi (Tuzla, 2004.)

### Filmski scenariji
- Jegulje putuju u Sargaško more (1979.)
- Veselin Masleša (1981.)
- Sjećaš li se Dolly Bell (1981.)
- Otac na službenom putu (1985).
- Povratak Katarine Kožul (1989.)
- Kuduz  (1989.)
- Praznik u Sarajevu (1990-1991).
- Savršeni krug  (1997.)
- (A)torzija (2002.)
- Tvrđava Meše Selimovića, dramatizacija i scenarij (Sarajevo, 2004.)
- Filmski scenariji (Tuzla, 2004.)

## Nagrade i priznanja
- Godišnja nagrada Udruženja književnika BiH, 1979.
- Godišnja nagrada izdavačkog preduzeća Svjetlost, 1979.
- Zmajeva nagrada – Matica srpska, Novi Sad, 1980.
- Šestoaprilska nagrada grada Sarajeva, 1986.
- Nagrada Skender Kulenović, 2002.
- Godišnja nagrada BZK Preporod, 2002.
- Bosanski stećak - nagrada Društva pisaca BiH za životno djelo, 2004.
- Velika Plaketa Kantona Sarajevo, 2006.
- Nagrada "25. novembar", Sarajevo (2018).
- Nagrada za slobodu govora i izražavanja Fondacije za slobodu govora i izražavanja, USA, 1993.
- Nagrada Slobode PEN – centra Francuske, 1994.
- Premio letterario 1996. della Fondazione Laboratorio Mediterraneo
- Premio letterario dedicato a Umberto Saba, Trieste, 2005.

## Vanjske poveznice
- BHDani